# Orbital 2
Az 1993-as Orbital 2 (az Egyesült Királyságban egyszerűen Orbital) az Orbital duó második nagylemeze. The Brown Album-ként (barna album) is ismert, hogy megkülönböztessék az Orbital debütáló albumától, amelynek zöld borítója volt. A brit albumlistán a 28. helyig jutott.
A lemez szerepel az 1001 lemez, amit hallanod kell, mielőtt meghalsz című könyvben, és szerepelt a Q magazin az 1990-es évek 90 legjobb albuma listáján is.

## Az album dalai
|     | Cím                           | Szerző(k)          | Hossz |
| --- | ----------------------------- | ------------------ | ----- |
| 1.  | Time Becomes                  | Orbital            | 1:43  |
| 2.  | Planet of the Shapes          | Orbital            | 9:36  |
| 3.  | Lush 3-1                      | Orbital            | 5:39  |
| 4.  | Lush 3-2                      | Orbital            | 4:40  |
| 5.  | Impact (The Earth Is Burning) | Orbital            | 10:27 |
| 6.  | Remind                        | Orbital            | 7:57  |
| 7.  | Walk Now...                   | Orbital            | 6:48  |
| 8.  | Monday                        | Orbital            | 7:05  |
| 9.  | Halcyon + On + On             | Ed Barton, Orbital | 9:28  |
| 10. | Input Out                     | Orbital            | 2:11  |

A kazettán a Planet of the Shapes Planet of the Tapes címmel szerepelt, de a két felvétel megegyezik. Ezen kívül a dal az első szám a kazetta második albumán, a Remind után következik.

## Fordítás
Ez a szócikk részben vagy egészben az Orbital 2 című angol Wikipédia-szócikk ezen változatának fordításán alapul.  Az eredeti cikk szerkesztőit annak laptörténete sorolja fel. Ez a jelzés csupán a megfogalmazás eredetét és a szerzői jogokat jelzi, nem szolgál a cikkben szereplő információk forrásmegjelöléseként.